# Širákov
Širákov es un municipio del distrito de Veľký Krtíš en la región de Banská Bystrica, Eslovaquia, con una población estimada a final del año 2024 de 181 habitantes.
Se encuentra ubicado al suroeste de la región, en la cuenca hidrográfica del río Ipoly —un afluente izquierdo del Danubio— y cerca de la frontera con la región de Nitra y con Hungría.

## Demografía
| Año        | 1994 | 2004    | 2014     | 2024     |
| ---------- | ---- | ------- | -------- | -------- |
| Población  | 256  | 244     | 205      | 181      |
| Diferencia |      | −4,68 % | −15,98 % | −11,70 % |

| Año        | 2023 | 2024    |
| ---------- | ---- | ------- |
| Población  | 184  | 181     |
| Diferencia |      | −1,63 % |